# IBM 514

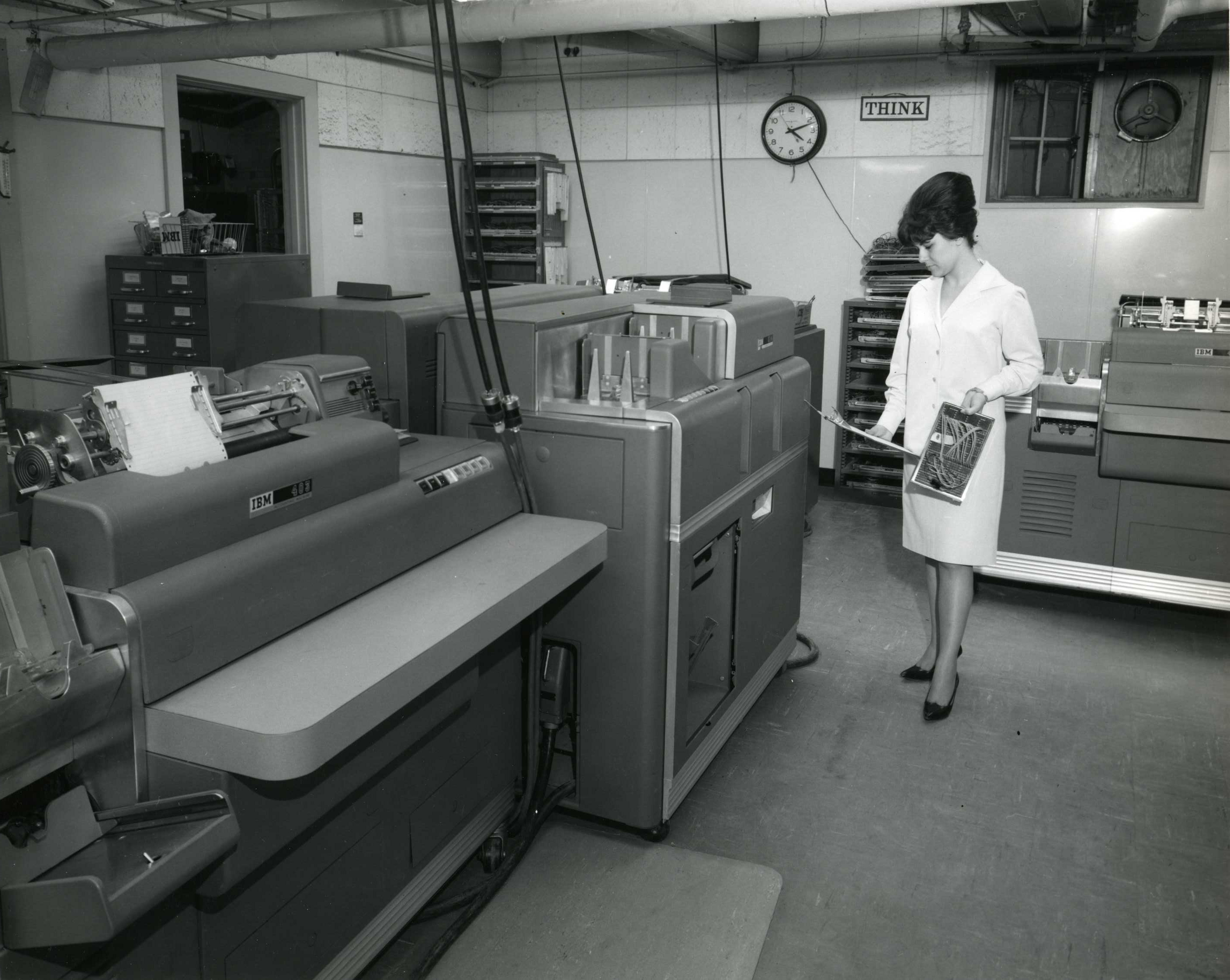
IBM 514 (поряд з оператором) та табулятор IBM 403

IBM 514 — репродуктор перфокарт (англ. Reproducing Punch), пристрій для копіювання (репродукції) карт, розроблений компанією IBM. Випусквався з 1949 по 1978 рік. Пристрій міг виконувати наступні функції:
- повне або часткове (лише вказаних колонок) відтворення карт в колоді перфокарт
- Gang-штампування (копіювання умовно-постійної інформації з майстер картки)
- сумарне штампування повної або маси нового залишку карт, які були накопичені в машині
- "mark sensing" — відтворення маркованої олівцем карти, дозволяла оператору вручну ввести дані, які мають бути нанесені на відперфоровані картки.

Пристрій використовувався для запису завдань, таких як міжміські дзвінки або зчитування лічильника.

## Зовнішні посилання
- Колумбійський університет обчислювальної історії: IBM Відтворювачі перфокарт [Архівовано 15 травня 2011 у Wayback Machine.].